# Чорний доктор

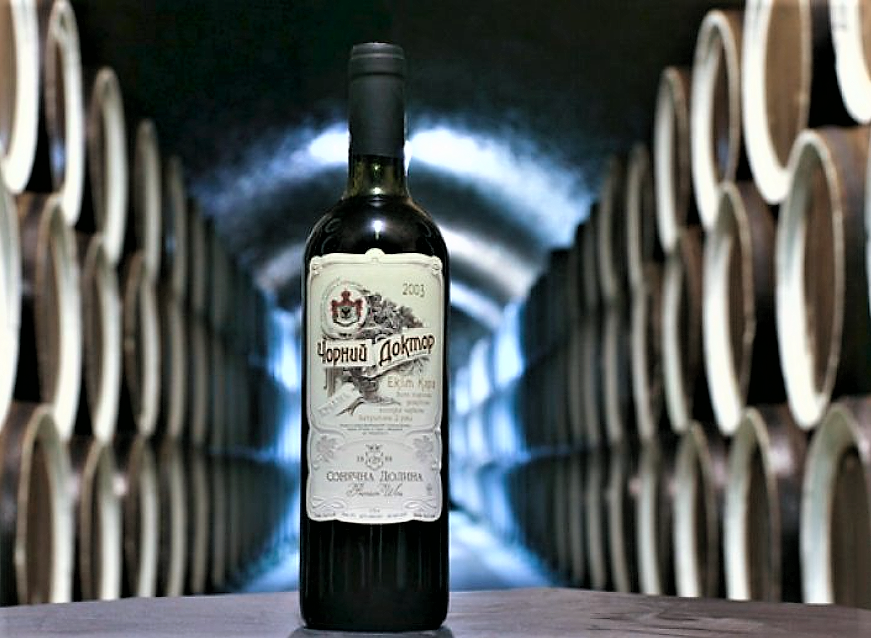
Пляшка урожаю 2003 року «Чорний доктор» UKR

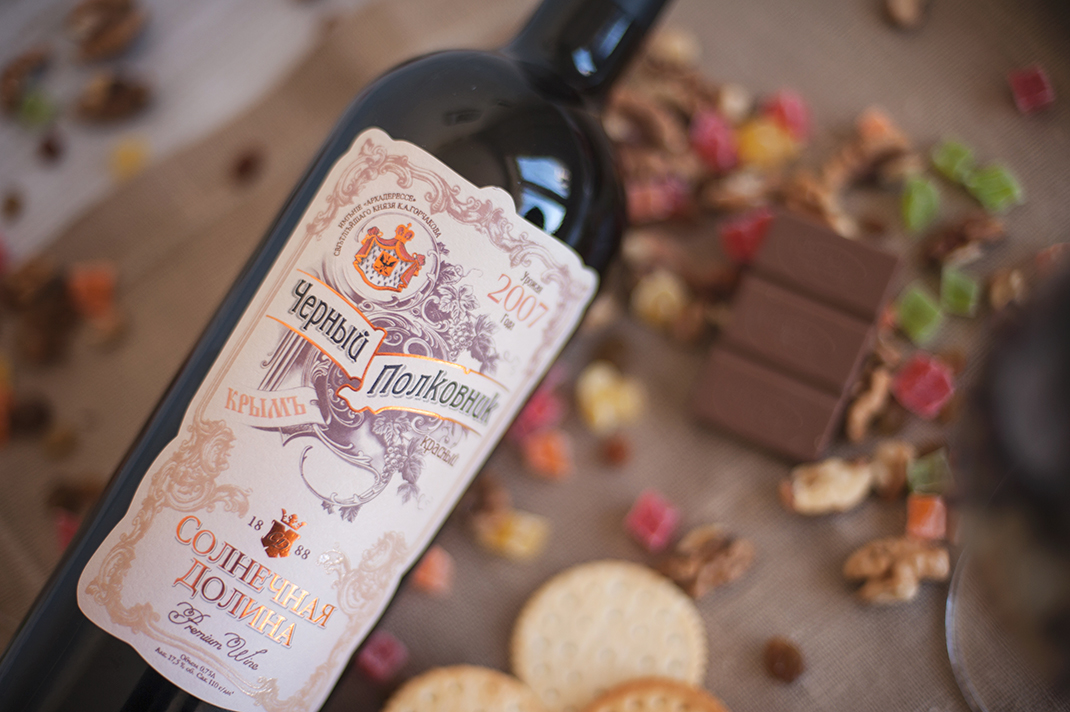
«Черный полковник» (Джеват Кара), також змішаний з Екім Кара UKR

Чорний Доктор (також Черный доктор і Чёрный доктор) — українське кріплене вино, яке походить із Кримського півострова. Це десертне вино виготовлене з автохтонних (рідний) сортів винограду Кефесія, Екім Кара та Джеват Кара. Позначення «Чорний доктор» відноситься до марочних вин із захищеним географічним зазначенням «Крим». Дворічна витримка відбувається в дубових бочках.

## Розповідь

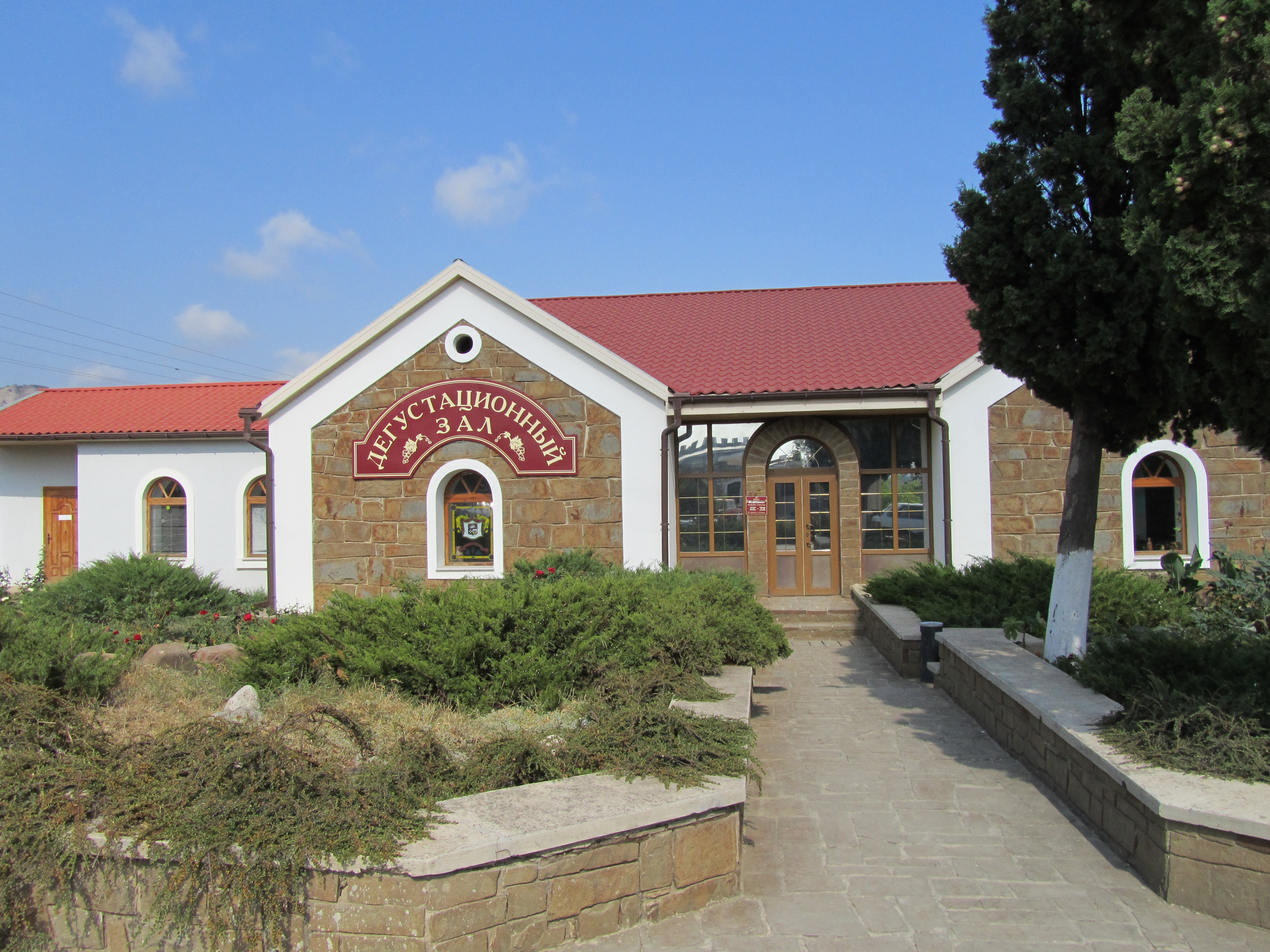
"Сонячна долина" Дегустаційний зал

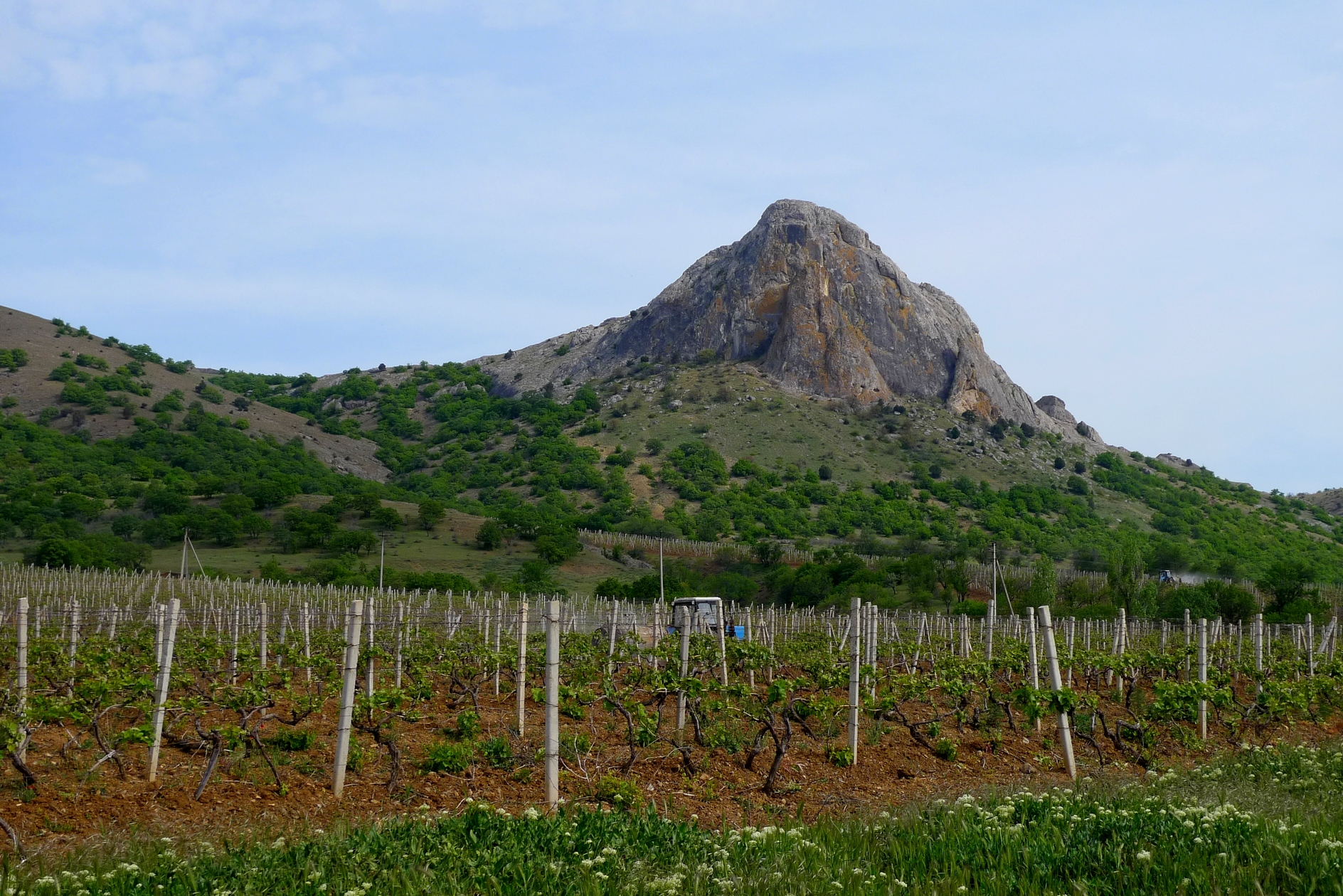
Виноградники Судакської долини

Деякі виноробні стають відомими завдяки одному-єдиному напою, хоча їх асортимент налічує кілька десятків і навіть сотень найменувань, як, наприклад, кримська компанія ВАТ «Сонячна долина». Зі своєю столітньою історією компанія здобула популярність завдяки вирощуванню та виробництву Чорного Доктора. Легендарне вино вперше популяризували в 1930-х роках. Однак спочатку вино мало інші назви, такі як «Рубін Криму» і «Архадерессе». Обидва все ще виробляються та продаються під тією ж маркою сьогодні. Оригінальний рубіновий напій в той час не користувався особливою популярністю, хоча і отримав широке визнання на дегустації на Всесоюзній сільськогосподарській виставці, яка проходила в Москві в 1940 році. Відродження і популярність вино отримало в 1960-х роках за пропозицією міністра харчової промисловості, який дуже цінував це вино. Продукт було перейменовано в Black Doctor. Нове творіння вина «Чорний Доктор» бере свій початок від співробітника на прізвище Іванов Олександр Олександрович, учня відомого російського винороба князя Льва Голіцина (1845-1915)

## Властивості та виготовлення
Вино виготовляється з плодів кримських сортів Екім Кара, Джеват Кара і Кефесія. Вік нинішніх лоз, що належать «Сонячній долині», понад 35 років. У складі Доктора переважає сорт Екім Кара («Чорний доктор») з часткою не менше 70 відсотків.
Кількість придатного винограду обмежена. Виноград збирають після досягнення заданої цукристості не менше 22 відсотків. Готовий продукт проходить дворічну витримку в спеціальних дубових бочках в старих підвалах «Голіцина», де цілий рік підтримується постійна температура 13-14 градусів Цельсія.
Збір, транспортування, приймання і переробка винограду здійснюють згідно з «Загальними правилами переробки винограду на виноматеріали», затвердженими Міністерством харчової промисловості СРСР 9 серпня 1967 року. Для виробництва марочного вина Schwarzer Doktor виноград вищевказаних сортів після збору врожаю розкривається механічним способом і розколюється.
У подальшому процесі виробництва використовується технологічний метод перегонки сусла з настоюванням кріпленим спирту протягом 10-12 діб. Алкоголізація сусла проводиться під час бродіння чистою культурою винних дріжджів - тут температура не повинна перевищувати плюс 28 градусів за Цельсієм - з урахуванням втрати спирту та наявності цукру, що забезпечує виробництво об'єму. частка етилового спирту в готовому вині досягає 17 відсотків, а концентрація цукру досягає 16,0 г на 100 дм3.
Наприкінці цього процесу брагу пресують  і таким чином поділяють на тверді компоненти - вичавки, які винороб сульфурує сірчистим ангідридом 80-100 г на літр, і рідку частину. Виноградарі визначають вміст таніну у вині шляхом додавання твердих компонентів. Компоненти вина змішуються в такому співвідношенні:
- Екім Кара 70–80 відсотків (75 тонн)
- Кефесія 12-17% (14,5 тонн)
- Джеват Кара 8–13 відсотків (10,5 тонн)

При освітленні вина виноматеріал відокремлюють від дріжджового осаду і піддають подальшій обробці відповідно до технологічних норм і вимог.Тут використовуються технологічні схеми відповідно до «Технологічної інструкції по переробці виноматеріалів і вин на підприємствах виноробної промисловості» (затв. 17 листопада 1967 р. Міністерством харчової промисловості СРСР). Змішування виноматеріалів у пропорціях, зазначених у винаході, проводять до або після технологічної обробки.
Технологічна обробка відбувається як в перший, так і в другий рік дозрівання. Готова суміш, готова до розливу, зберігається окремо не менше 10 днів для розвитку та забезпечення найкращих властивостей і гармонії аромату та смаку.
Оригінальний "Чорний доктор" характеризується насиченим темно-гранатовим кольором з легкими рубіново-червоними відблисками. У смаку переважають нотки чорносливу, відтінки ванілі та шоколаду, південних ягід і ніжний вершково-грушевий аромат. Також в напої присутні відтінки шовковиці і ніжні нотки какао і сухофруктів. Вино характеризується помірною терпкістю в поєднанні з вишуканою бархатистістю і м'якістю. Вміст спирту і цукру по 16 відсотків.
Кількість придатного винограду обмежена. Виноград збирають після досягнення заданої цукристості не менше 22 відсотків. Готовий продукт проходить дворічну витримку в спеціальних дубових бочках в старих підвалах «Голіцина», де цілий рік підтримується постійна температура 13-14 градусів Цельсія.
Вино для пиття повинно мати температуру 16-18 градусів за Цельсієм. Виробник рекомендує поєднувати його з чорним шоколадом, фісташками, морозивом і фруктами. Напій є хорошим доповненням до якісних сигар і сирів.

## Сорт винограду Екім-Кара (Чорний Доктор)

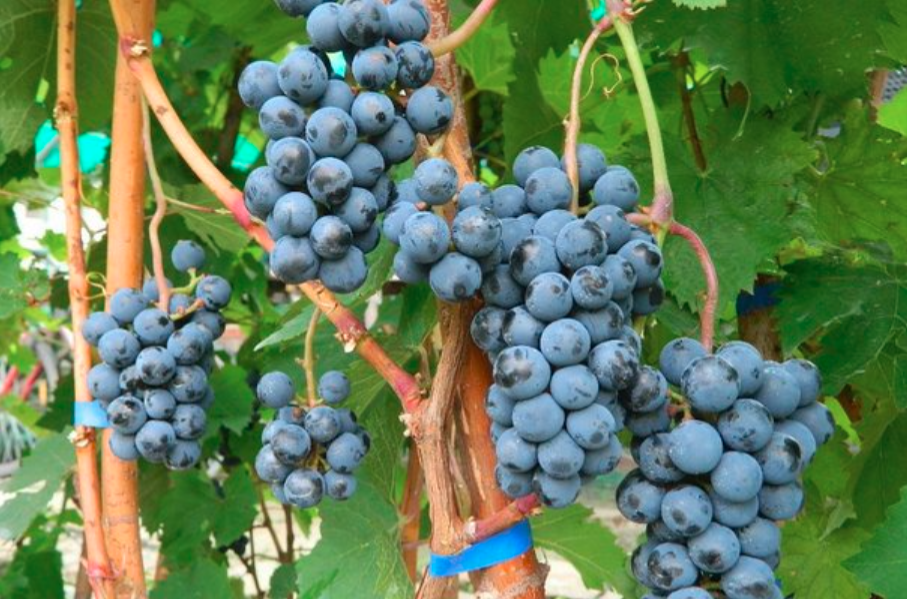
Виноград Екім Кара

Виноградна лоза має встановлений жіночий тип квітки і тому не є самозапильною. Крім штучного запилення, яке можна проводити як вручну, так і за допомогою спеціальних пристроїв, потрібне перехресне запилення різновидом двостатевих ліан. Обрізку проводять на чотири-вісім очок. Висока врожайність - одна з багатьох переваг сорту винограду Екім Кара. Плодючість пагонів в середньому становить 60 відсотків. Мають морозостійкість до мінус 23 градусів за Цельсієм. Термін дозрівання ягід коливається від 130 до 157 днів. Маса винограду в середньому становить 150 грамів, довжина близько 16 сантиметрів і ширина близько 12 сантиметрів. Ягоди розташовані нещільно. Вони чорного кольору і мають воскове покриття. Шкірка товста, м’якоть соковита, форма округла. Середня вага кожної ягоди становить від трьох до п’яти грамів, і кожна містить від двох до чотирьох насіння. Територія вирощування розташована поблизу Судака безпосередньо на березі Чорного моря, трохи південніше між Сімферополем на заході та Феодосією на сході.

## Див. Також
- Тема дня - "Черный доктор" Подарцев Александр Сергеевич специалист по маркетингу ОАО "Солнечная Долина"
- Виноробство в Криму
- Виноробство в Україні
- Виноградарство в Україні
- Інститут виноградарства і виноробства «Магарач»
- Виноробство